# Mediane halscyste
Een mediane halscyste of thyroglossale cyste is een fibreuze cyste voor op de hals die ontstaat uit de overblijfselen van de ductus thyroglossus waarlangs de schildklier in de embryonale ontwikkelingsfase vanaf het tongbeen afzakt naar de uiteindelijke positie.
Thyroglossale cysten zijn de meest voorkomende oorzaak van knobbels in de middellijn van de nek en bevinden zich over het algemeen onder het tongbeen. Deze cystes kunnen overal langs het pad van het thyroglossale kanaal voorkomen, van de basis van de tong tot de suprasternale inkeping. Andere veelvoorkomende oorzaken van knobbels in het midden van de nek zijn lymfadenopathie, dermoidcysten en verschillende odontogene anomalieën.

## Tekenen en symptomen
Cysten van de ductus thyroglossus zijn meestal aanwezig met een palpabele asymptomatische nekmassa in de middellijn, gewoonlijk lager dan [65% van de tijd] het niveau van het tongbeen. De massa in de nek beweegt tijdens het slikken of bij het uitsteken van de tong vanwege de bevestiging aan de tong via het kanaal van schildklierafdaling. Sommige patiënten hebben nek- of keelpijn of dysfagie (moeite met slikken). 
Het achtergebleven kanaal kan orale afscheiding bevorderen, waardoor cysten geïnfecteerd kunnen raken. Tot de helft van de thyroglossale cysten wordt pas op volwassen leeftijd gediagnosticeerd. Het kanaal kan jaren of zelfs decennia inactief blijven, totdat een soort stimulus tot cystische dilatatie leidt. Infectie kan soms het voorbijgaande uiterlijk van een massa of vergroting van de cyste veroorzaken, soms met periodieke recidieven. Spontane drainage kan ook optreden. Differentiële diagnoses zijn ectopisch schildklierweefsel, vergrote lymfeklieren, dermoïdcysten en struma. 
Een thyroglossale cyste presenteert zich meestal als een (forse) knobbel in de middellijn van de nek die meestal pijnloos, glad en cystisch is. Indien de cyste geïnfecteerd is kan pijn optreden. Er kunnen ademhalingsmoeilijkheden, dysfagie (moeite met slikken) of dyspepsie (ongemak in de bovenbuik) optreden, vooral als de cyste groot wordt. 
De meest voorkomende locatie voor een mediane halscyste is de middellijn of iets buiten de middellijn, tussen de schildklier en het tongbeen of net boven het tongbeen. Een thyroglossale cyste kan zich overal langs de ductus thyroglossus ontwikkelen, hoewel cysten in de tong of in de mondbodem zeldzaam zijn.  Een mediane halscyste zal omhoog bewegen met uitsteken van de tong.  Thyroglossale cysten worden geassocieerd met een verhoogde incidentie van ectopisch schildklierweefsel. Af en toe kan een linguale schildklier worden gezien als een afgeplatte aardbeiachtige knobbel aan de basis van de tong.

### Complicaties

#### Infectie
Een geïnfecteerde cyste van de ductus thyroglossus kan optreden wanneer deze een bepaalde tijd onbehandeld blijft of gewoon wanneer er geen vermoeden is van een cyste van de ductus thyroglossus. De mate van infectie kan worden onderzocht omdat er een grote randversterking is opgetreden, die zich onder het tongbeen bevindt. Zwelling van zacht weefsel treedt op, samen met luchtwegobstructie en moeite met slikken, vanwege de snelle vergroting van de cyste. Bij infecties kunnen er zeldzame gevallen zijn waarbij een vloeistofuitdrukking in de keelholte wordt geprojecteerd, wat andere problemen in de nek veroorzaakt.

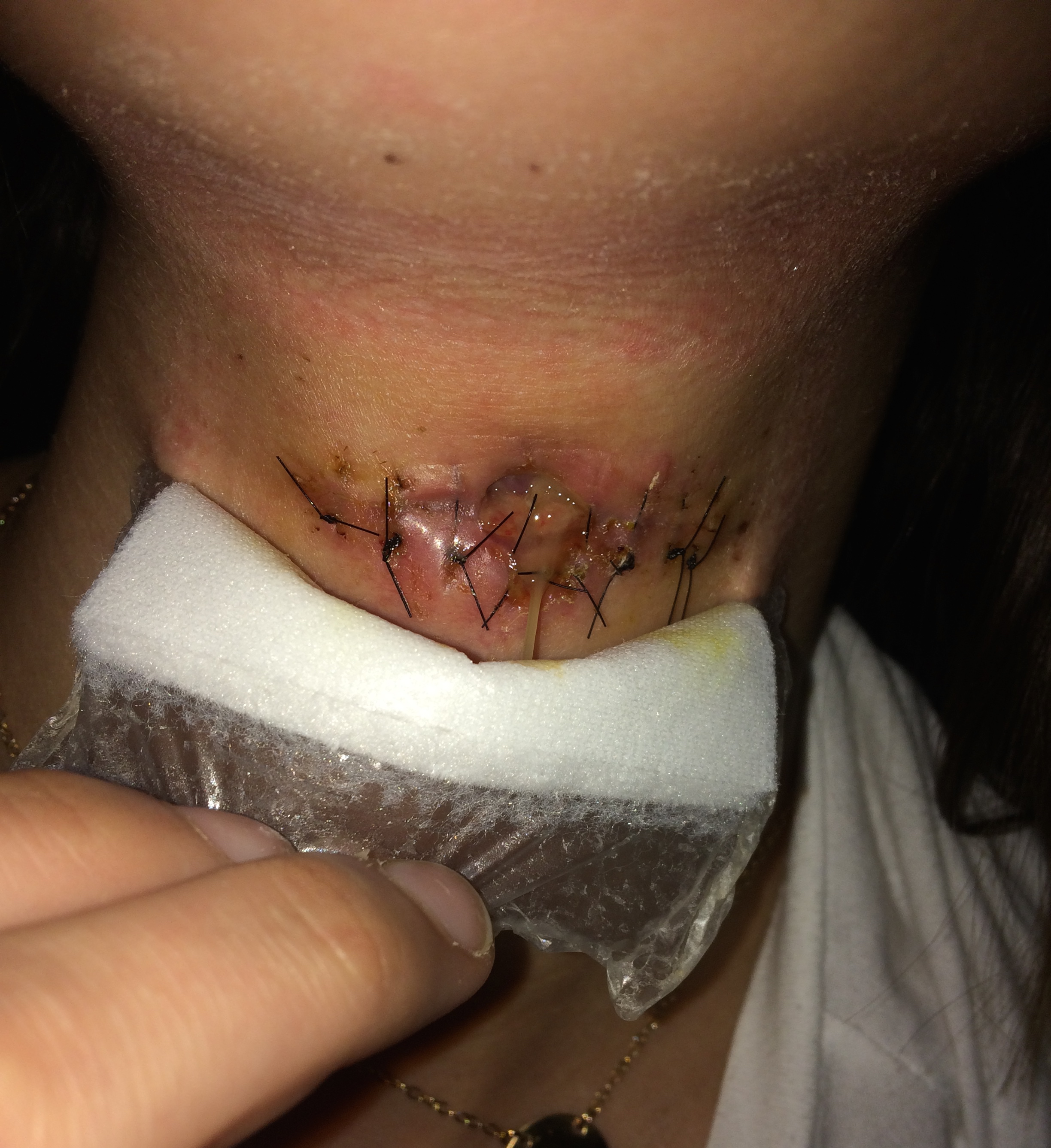
Postoperatieve infectie op een thyroglossale cyste, reactie van hechtingen.
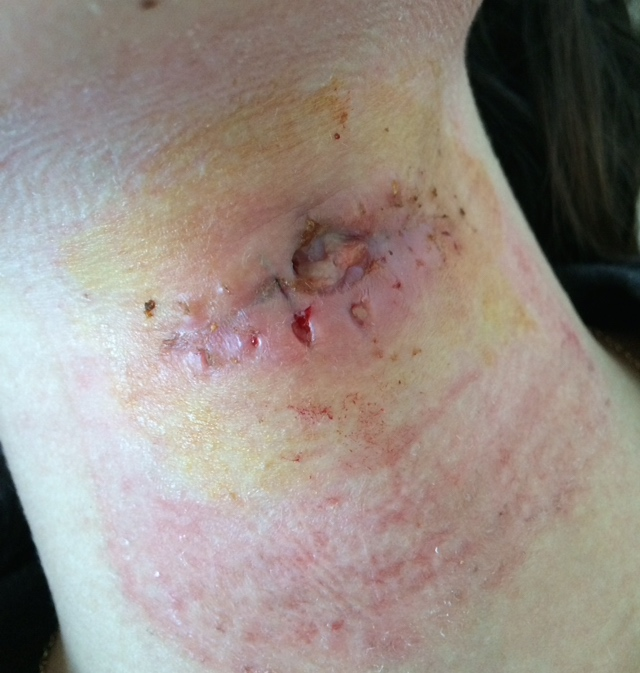
Na het verwijderen van hechtingen na een operatie aan een thyroglossale cyste-infectie

#### Thyroglossale fistel
Een ductus thyroglossus cyste kan onverwacht scheuren, wat resulteert in een drainerende sinus die bekend staat als een thyroglossale fistel. Thyroglossale fistel kan zich ontwikkelen wanneer de verwijdering van de cyste niet volledig is voltooid. Dit wordt meestal opgemerkt wanneer er een bloeding in de nek optreedt, waardoor zwelling en vochtophoping rond de oorspronkelijke operatiewond ontstaat.

#### Thyroglossale duct cyste carcinoom

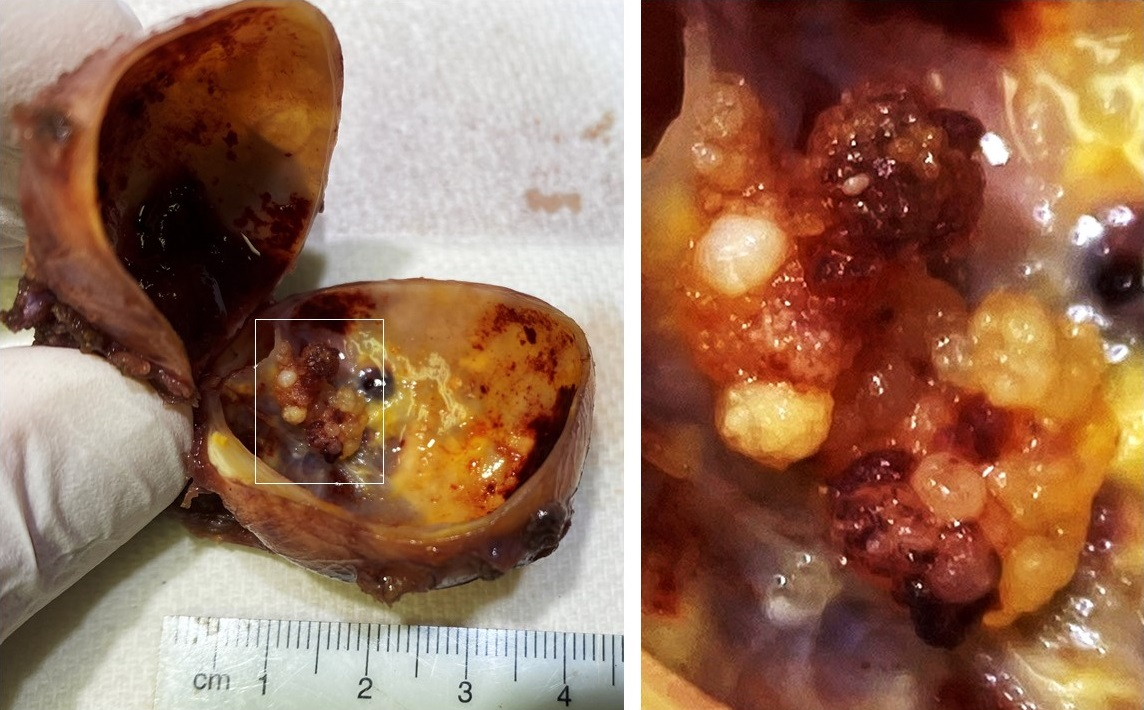
Thyroglossale cyste met papillaire uitwassen (rechts vergroot), waarbij microscopie papillaire schildklierkanker aantoonde.

Zelden (in minder dan 1% van de gevallen) kan kanker aanwezig zijn in een cyste van de ductus thyroglossus. Deze tumoren zijn over het algemeen papillaire schildkliercarcinomen die voortkomen uit schildklierweefsel in de cyste.

## Oorzaken
Thyroglossale kanaalcysten zijn een aangeboren afwijking. Tijdens de embryonale ontwikkeling wordt de schildklier gevormd, beginnend bij de basis van de tong en bewegend richting strottenhoofd. Zodra de schildklier zijn definitieve positie in de nek bereikt, verdwijnt het kanaal (een embryonale rest) normaal gesproken. Bij sommige mensen blijven delen van het kanaal achter, waardoor er kleine zakjes achterblijven, ook wel cysten genoemd. Tijdens het leven van een persoon kunnen deze cyste-pockets zich vullen met vocht en slijm, groter worden bij infectie en als mediane halscyste presenteren.

## Embryologie
Het thyroglossale kanaal komt voort uit het foramen caecus op de kruising van het voorste twee derde en achterste een derde deel van de tong. Elk deel van het kanaal kan in stand blijven en een sinus, fistel of cyste veroorzaken. De meeste fistels ontstaan na een ruptuur of incisie van de geïnfecteerde thyroglossale cyste. Een thyroglossale cyste is bekleed met pseudogestratificeerd, ciliated kolomepitheel, terwijl een thyroglossale fistel is bekleed met kolomepitheel. 

## Diagnose

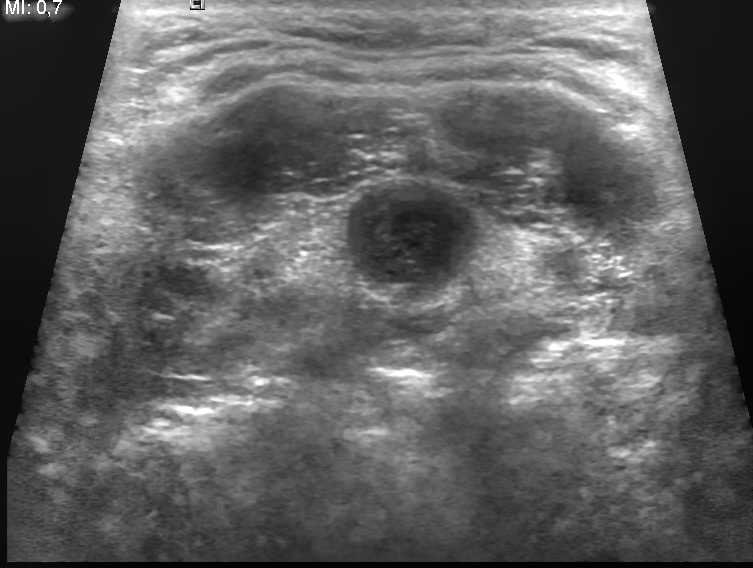
Echografisch beeld van cyste van de ductus thyroglossus

Diagnose van een ductus thyroglossus cyste vereist een medisch onderzoek en zal meestal door een KNO-arts gebeuren. Het is belangrijk om vast te stellen of de thyroglossale cyste al dan niet schildklierweefsel bevat, omdat dit de mate van cyste kan bepalen die wordt behandeld.
Diagnostische procedures voor een thyroglossale cyste omvatten:
| Type                  | Definitie |
| --------------------- | --- |
| Bloedonderzoek        | Bloedonderzoek met betrekking tot de schildklierfunctie. |
| Echografie            | Beeldopname van de grootte van de cyste en de omliggende weefsels.                                                                                               |
| Schildklierscan       | Radioactief jodium of technetium (een radioactief metallisch element) wordt in deze procedure gebruikt om eventuele afwijkingen van de schildklier aan te tonen. |
| Fijne naald aspiratie | Het verwijderen van cellen voor biopsie, met behulp van een naald                                                                                                |

### Klinische kenmerken
Klinische kenmerken kunnen worden gevonden in het subhyoïde deel van het kanaal en 75% is aanwezig als zwellingen in de middellijn. De rest kan zo ver lateraal worden gevonden als de laterale punt van het tongbeen. 
Doorgaans zal de cyste naar boven bewegen bij het uitsteken van de tong, gezien de bevestiging aan het embryonale kanaal, evenals bij het slikken, vanwege de bevestiging van het kanaal aan het foramen caecum. 

## Behandeling
Hoewel over het algemeen goedaardig, moet de cyste worden verwijderd als de patiënt moeite heeft met ademhalen of slikken, of als de cyste is geïnfecteerd. Zelfs als deze symptomen niet aanwezig zijn, kan de cyste worden verwijderd om de kans op infectie of ontwikkeling van een carcinoom uit te sluiten.
Schildklierscans en schildklierfunctieonderzoeken worden preoperatief uitgevoerd; dit is belangrijk om aan te tonen dat normaal functionerend schildklierweefsel zich op de gebruikelijke plaats bevindt. 
Chirurgische behandelingsopties omvatten de Sistrunk-procedure, en bloc centrale halsdissectie, door hechtdraad geleide transhyoide faryngotomie en Koempel's supra-hyoid techniek. Cystectomie (uitsluitend verwijderen van de cyste) is een ontoereikende benadering vanwege de grote kans op recidieven.

### Sistrunk-procedure
De Sistrunk-procedure is de chirurgische resectie van het centrale deel van het tongbeen samen met een brede kern van weefsel vanaf het middellijngebied tussen het tongbeen en foramen caecum. Het omvat niet alleen excisie van de cyste, maar ook van het kanaal en de takken van het pad. Verwijdering van het centrale deel van het tongbeen is geïndiceerd om volledige verwijdering van het kanaal te verzekeren. De originele 'Sistrunk-papers' (de "klassieke" procedure beschreven in 1920 en de "aangepaste" procedure beschreven in 1928) zijn online beschikbaar met hedendaags commentaar.
In het algemeen bestaat de procedure uit drie stappen:
1. incisie
2. resectie van cyste en tongbeen
3. drainage en sluiten

Er zijn verschillende versies van de Sistrunk-procedure, waaronder:
- "klassiek": excisie van het midden van het tongbeen samen met een cyste van de ductus thyroglossus, verwijdering van de kern van de tongspier met een diameter van 2,5 cm boven het tongbeen in een hoek van 45 graden tot aan het foramen ceacum om mucosa te omvatten, verwijdering van halve centimeter van het midden van het tongbeen, sluiting van de afgesneden uiteinden van het tongbeen en plaatsing van een drain.[11][14]
- gemodificeerd: dissectie door de tongbasis maar niet door het slijmvlies.[13] De gewijzigde Sistrunk-procedure is de aangewezen procedure in zowel primaire als revisiegevallen.[11]
- hyoid kraakbeen deling: In gevallen waar het tongbeen nog niet de uiteindelijke botdichtheid heeft, kan het niet-gefuseerde kraakbeengedeelte worden gedeeld door monopolaire Bovie elektrocauterisatie of een schaar. Er waren geen statistische verschillen tussen deze gemodificeerde Sistrunk en de conventionele Sistrunk-procedure.[15]

De procedure is relatief veilig. In een studie van 35 pediatrische patiënten, Maddalozzo et. al vond geen grote complicaties, maar wel kleine complicaties (6 patiënten presenteerden zich met seroom en 4 patiënten met lokale wondinfecties). Een meer recent artikel analyseerde 24 onderzoeksstudies naar verschillende behandelingscomplicaties van thyroglossale cysten, en rapporteerde een totaal percentage van kleine complicaties van 6% voor de Sistrunk-operatie (klassiek of aangepast) en eenvoudige cystectomie. De Sistrunk-procedure heeft het laagste recidiefpercentage.
De Sistrunk-procedure resulteert in een genezingspercentage van 95% en een overleving op lange termijn van 95-100%.
- 90% van de gevallen wordt gepresenteerd bij kinderen vóór de leeftijd van 10[19]
- 70% van de nekafwijkingen komt van thyroglossale cysten[19]
- Thyroglossale kanaalcysten zijn de tweede meest voorkomende nekafwijkingen na lymfadenopathie[19]
- Een persoon kan zonder problemen leven met een Thyroglossal-kanaalcyste, totdat zich een pathologie ontwikkelt.[19]
- Ongeveer 7% van de bevolking heeft restanten van de ductus thyroglossus[20]
- Carcinoom van de ductus thyroglossus komt voor bij ongeveer 1 tot 2% van de gevallen van thyroglossale cysten.[21]

## Verder lezen
- (2000). Investigation and treatment of thyroglossal cysts in children. Journal of the Royal Society of Medicine 93 (1): 18–21. PMID 10700841. PMC 1288046. DOI: 10.1177/014107680009300106.